# Лазерний гіроскоп

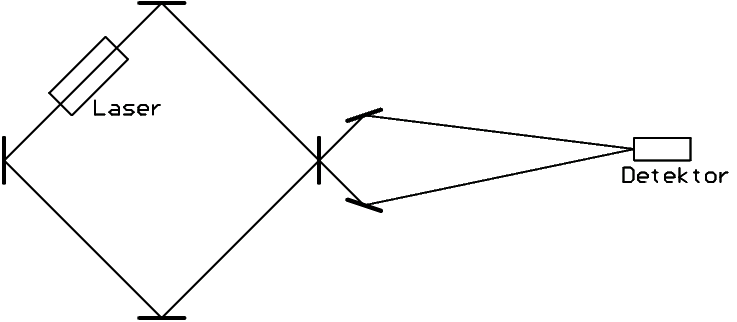
Схема лазерного гіроскопа. Тут промінь лазера циркулює за допомогою дзеркал і постійно посилюється лазером (а точніше квантовим підсилювачем). Замкнутий контур має відгалуження через напівпрозоре дзеркало (або, наприклад, через щілину) в датчик на базі інтерферометра.

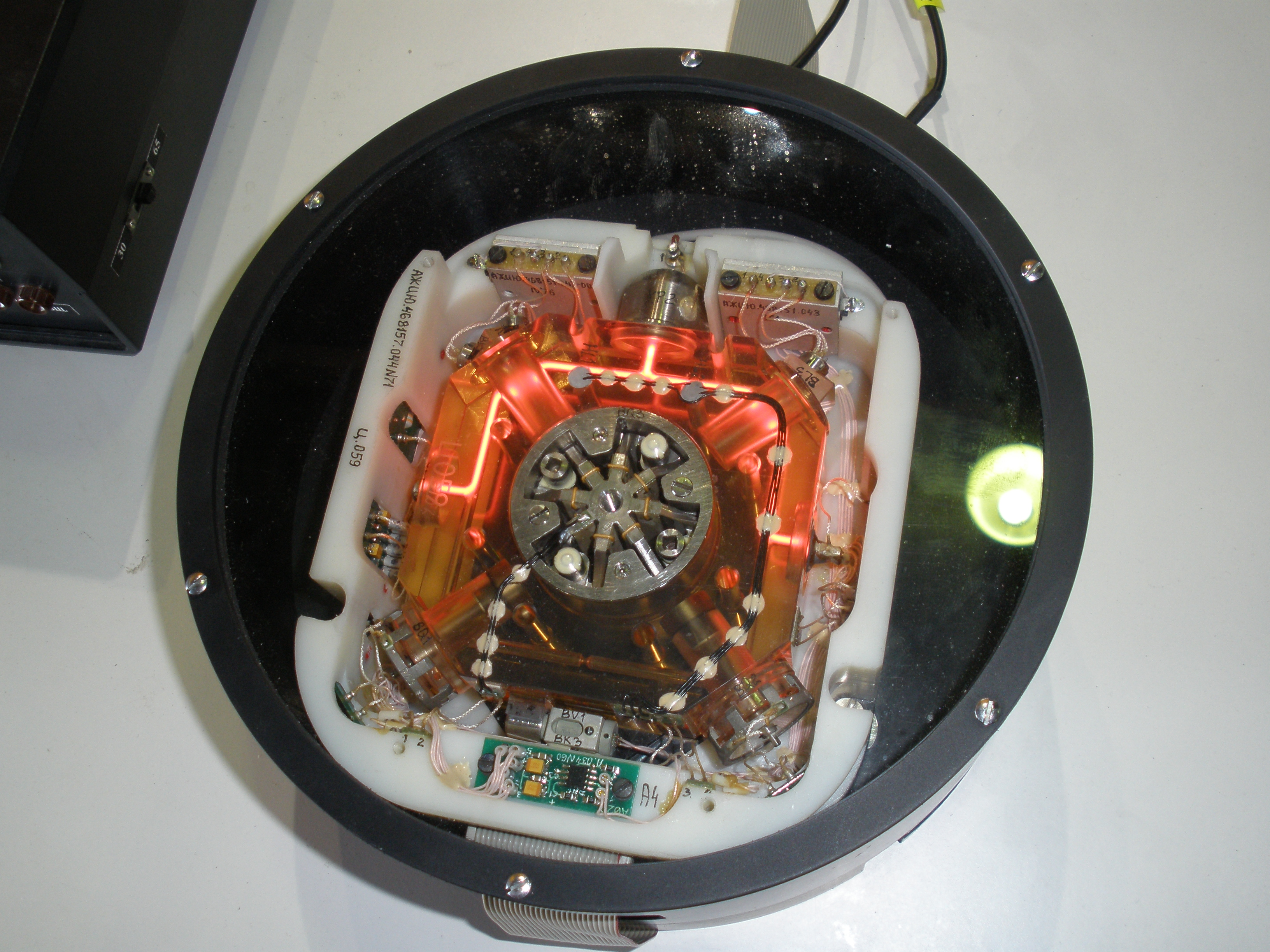
Кільцевій лазерний гіроскоп виробництва українського заводу «Арсенал» в одному з павільйонів авіасалону МАКС-2011. Резонатор має форму квадрата. У його центрі розташований вібропідвіс.

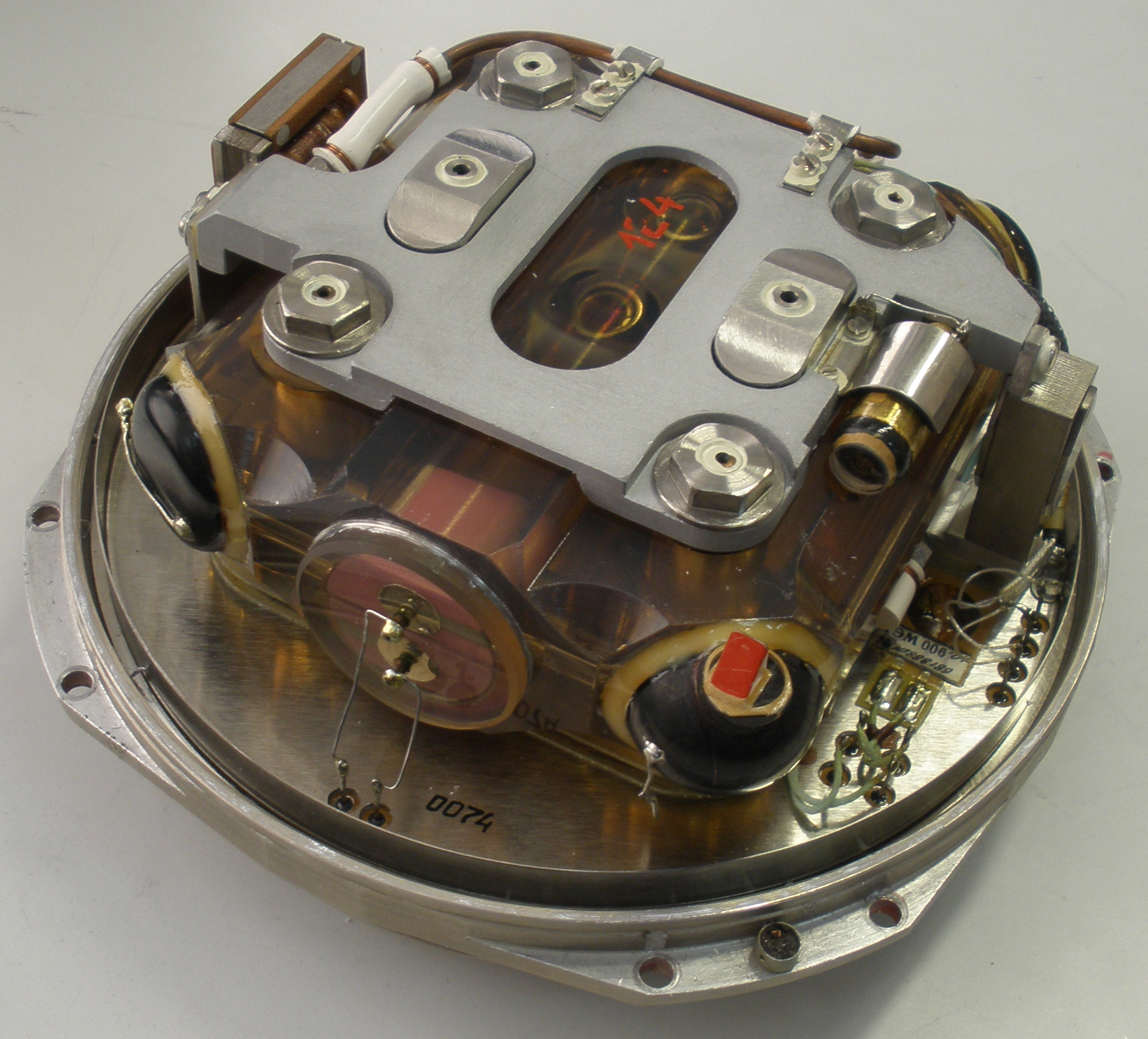
Лазерний гіроскоп КМ-11-1А виробництва НДІ «Полюс». Тут для накачування використовується НВЧ-розряд, а замість дзеркал по сторонах резонатора встановлені призми.

Лазерний гіроскоп — оптичний прилад для вимірювання кутової швидкості, зазвичай застосовується в системах інерціальної навігації. Лазерні гіроскопи використовують ефект Саньяка — поява фазового зсуву зустрічних світлових хвиль в обертовому кільцевому інтерферометрі.

## Принцип роботи
Прилад сам по собі є лазером і складається з активного середовища і резонатора, при роботі відбувається генерація випромінювання в двох напрямках. Робота лазерного гіроскопа заснована на ефекті Саньяка, два промені генеруються в резонаторі лазерного гіроскопа і, якщо прилад обертається, то відбувається генерація хвиль різної частоти для різних напрямків через різну оптичну довжину резонатора для різних напрямків обходу, за та проти напрямку обертання. Описати різницю частот в гіроскопі, викликану обертанням, можна за допомогою формули:
{\displaystyle \Delta \nu ={4A\Omega  \over L\lambda }},
де А — площа, що охоплюється променем, L — периметр резонатора, Ω — кутова швидкість обертання гіроскопа, λ — довжина хвилі.
Резонатор лазерного гіроскопа може бути досить складним, але зазвичай це — кільцевий резонатор з трьома або чотирма дзеркалами, резонатор може бути виконаний як моноблокова конструкція, так і складатися з окремих елементів. Часто резонатор виконується в формі трикутника або квадрата. Розмір гіроскопа може бути від декількох сантиметрів до декількох метрів.
Два лазерних променя, що генеруються і посилюються в порожнинах гіроскопа, безперервно циркулюють по резонатору в протилежних напрямках. У лазерному гіроскопі створюється і підтримується стояча хвиля, а її вузли і пучності в ідеальному випадку пов'язані з інерційної системою відліку. Таким чином, положення вузлів і пучностей не змінюється якщо гіроскоп не обертається (в площині кільцевого контуру) відносно інерціальної системи відліку, а при повороті резонатора (корпусу гіроскопа) фотоприймачі вимірюють кут повороту, фіксуючи зміщення інтерференційних смуг.
Чутливість лазерного гіроскопа пропорційна площі поверхні, що обмежена променями лазера.

## Похибки лазерного гіроскопа
При роботі гіроскопа виникають похибки при отриманні сигналу обертання. Похибки зводяться до
- Дрейф нульового сигналу
- Зміна масштабного коефіцієнта
- Наявність зони захоплення

Перші два типи похибок зумовлені нестабільністю характеристик активного середовища, тобто змінами коефіцієнта заломлення, викликані, наприклад, впливом температури або ефектом Фізо — Френеля.
Зона захоплення виникає поблизу нуля вихідної характеристики і не дає можливості реєструвати сигнал при невеликих кутових швидкостях, через наявність зворотного розсіювання. При малих кутових швидкостях відмінність частот випромінювання у зустрічних напрямках невелике і відбувається їх синхронізація, що робить неможливим реєстрацію сигналу. Для подолання цього ефекту необхідно зробити різницю частот зустрічних хвиль досить великою. Для цих цілей можна використовувати невзаємний елемент, магнітооптичну або механічну (вібропідвіс) частотні підставки.

## Використання
Основне застосування лазерного гіроскопа — навігація рухомих об'єктів, таких як літаки або ракети. Для маленьких приладів (наприклад, стільниковий телефон) використовуються дрібніші і менш точні гіроскопи.
Крім навігації гіроскоп можна застосовувати для фундаментальних досліджень або вимірювання коливань земної кори (землетруси). Для цих цілей використовуються великі гіроскопи, з периметром в кілька метрів.
Найточніший в світі лазерний гіроскоп побудований в геодезичної обсерваторії Веттцелль, Мюнхенського технічного університету. Він призначений для фіксації найменшої зміни зміщення земної осі при обертанні. Точність приладу така, що він може вловлювати биття земної осі в долі кутових хвилин.